# Burgstall Sanzenbach
Der Burgstall Sanzenbach ist eine abgegangene Wasserburg im Weiler Sanzenbach bei 364,8 m ü. NN der Gemeinde Rosengarten im Landkreis Schwäbisch Hall in Baden-Württemberg.

## Geschichte
Die Wasserburg, die mit der frühen Geschichte Sanzenbachs eng verbunden zu sehen ist, wurde erstmals urkundlich 1375 erwähnt und ist 1584 abgebrannt. Im Verlauf ihres Bestehens wechselte das Eigentum an der Burg und damit die Ortsherrschaft über Sanzenbach häufig innerhalb der Haller Bürgerschaft, oder fiel zeitweise an die Reichsstadt selbst, blieb jedoch stets in hällischem Besitz. Von 1558 bis zu ihrer Vernichtung befand sich die Anlage im Besitz eines Zweigs der Heilbronner und Haller Patrizierfamilie Erer, der sich nach der Burg Erer von Sanzenbach nannte und bis ins 18. Jahrhundert in Crailsheim belegt sein soll. Die Erer (auch Ehrer, oder Eherer) von Sanzenbach waren im Ritterkanton Odenwald immatrikuliert.
Von der ehemaligen Burganlage zeugen nur noch Aquarelle.
Siehe auch:
- Liste schwäbischer Adelsgeschlechter
- Liste fränkischer Rittergeschlechter

## Geografische Lage
Auf einem Ausschnitt aus der Urkarte des Staatlichen Vermessungsamtes Schwäbisch Hall, 1827, ist der Ortskern von Sanzenbach mit dem Wassergraben zu erkennen, der einst das Wasserschloss Sanzenbach umgab.

## Kapelle
Die Kapelle des Wasserschlosses Sanzenbach  wurde laut der Beschreibung des Haller Chronisten Georg Widmann in der Chronica der Reichsstadt Hall von Kraft von Heinberg (genannt „Münzmeister“) und seiner Ehefrau Anna von Sanzenbach (genannt „Veldnerin“) gestiftet. Als Stiftungsdatum ist der 25. Mai 1382 bekannt. Kirche und Altar wurden am 12. Mai 1383 eingeweiht. Der Sakralbau wurde zu Ehren Marias, Johannes des Täufers, des hl. Georg, der hl. Notpurga und aller Heiligen geweiht. Im sog. liber synodis von 1453 wurde die Kapelle als capella sancti Johanni bezeichnet. Als das Schloss 1584 abbrannte, wurde auch die Kapelle zerstört.

Sanzenbach, Wasserschloss mit Kapelle und Landturm im Wald (Hällische Chronik, Erstes oder zweites Jahrzehnt des 17. Jahrhunderts).
Rieden (links) und Wasserschloss Sanzenbach (rechts)
Ausschnitt aus der Urkarte des Staatlichen Vermessungsamtes Schwäbisch Hall, 1827.
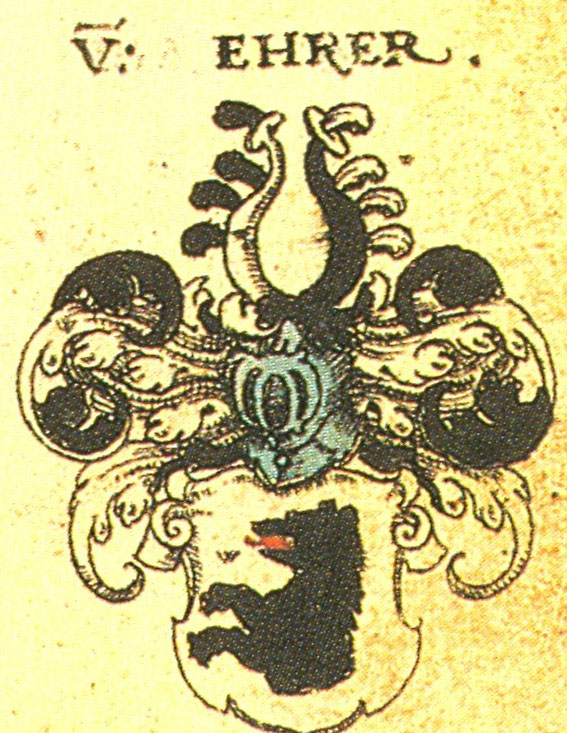
Wappen der Erer (Ehrer) von Sanzenbach laut Liste fränkischer Rittergeschlechter